# Ville Räikkönen
Ville Räikkönen (n. 14 februarie 1972, Tuusula, Uusimaa Province⁠(d), Finlanda) este un biatlonist ce a reprezentat Finlanda, medaliat olimpic. A participat la 2 ediții ale Jocurilor Olimpice (1998, 2002) în care a câștigat o medalie de bronz.